# 横島ふうか
横島 ふうか（よこしま ふうか、2001年〈平成13年〉8月17日は、日本の俳優、ファッションモデル。北海道帯広市出身。クラージュ所属。

## 略歴
小学生向けファッション『JSガール』2014年2月から専属モデルとして活動を開始、2015年に卒業した。その後ファミリーウォーカー表紙に掲載。
2023年1月20日から2月15日でmixchannelで開かれたZipper専属モデルオーディションにて審査員特別賞を受賞、その後Zipper専属モデルとして活動中である。

### 配信
mixchannelにて配信を行いながらオーディションに参加している。
イベント参加
- 2023年1月20日 - 2月15日、審査員特別賞Zipper専属モデルオーディション
- 2023年3月17日 - 3月26日、発掘！らいば～☆ライバー!! 出演権
- 2023年4月14日 - 4月23日、WONDERFAY 広告モデル
- 2023年5月18日 - 5月31日、Zipperアドトラック争奪戦
- 2023年6月22日 - 6月28日、Zipper都内8ヶ所ビジョン争奪戦
- 2023年9月15日 - 9月25日、SAPPORO COLLECTION AUTUMN/WINTER Zipperステージ出演権
- 2024年1月19日 - 1月28日、4位SAPPORO COLLECTION SPRING/SUMMER Zipperステージ出演権

## 出演

### テレビドラマ
- 「MIU404」 - 女子生徒 役
- 「ブラック校則」 - 横川ふみか 役
- 「俺のスカート、どこ行った?」 - 鶴ヶ丘芙実 役
- 「インハンド」第1話 - 江里口慈帆 役
- 「先に生まれただけの僕」[4] - 榊原有紀 役

### 配信映画
- 「ネット探偵VSおっさんVtuber」（おうちで映画制作部） - ももたん 役（映画デビュー）[5]
- RANKU TV「推し恋」（映像制作会社らんくう）
- 「好きになっちゃう5秒前」（2024年6月7日公開予定、映像制作会社らんくう）

### ミュージックビデオ
- カノエラナ「イロドリ」[6]（2024年）
- かたこと「主人公」』[7]